# Expertrådet

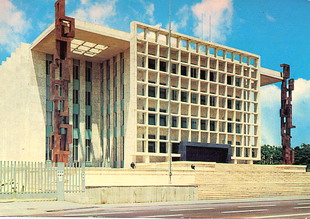
Expertrådet sammanträder i den gamla senatbyggnaden i Teheran.

Expertrådet (persiska: مجلس خبرگان رهبری, Majles-e-Khobregan) är ett konstitutionellt organ i Iran med uppdrag att övervaka och utse Irans högste ledare. Rådets ordförande är sedan 2011 den tidigare premiärministern Mohammad-Reza Mahdavi Kani.

## Sammansättning
Expertrådet består av 86 skriftlärda (jurister och präster) som utses i allmänna val en gång var åttonde år. Vilka som får kandidera i dessa val bestäms av Väktarrådet. Rådet domineras av konservativa lojala till den högste ledaren, ayatollah Khamenei. Merparten av ledamöterna är personligen utsedda av honom till höga poster inom myndigheter eller organisationer.

## Befogenheter
Expertrådet har som uppgift att välja Irans högste ledare vid föregångarens avgång eller död. I teorin har rådet befogenhet att avsätta den högste ledaren om denne bedöms brista i sitt ämbete. Utövande av rätten att utse ny högste ledare har skett en gång, vid Ruhollah Khomeinis död år 1989 då rådet omedelbart utsåg Ali Khamenei till efterträdare. Rådet sammanträder två gånger om året för att diskutera den högste ledarens politik. Dessa sammanträden är i regel inte offentliga.
På grund av att de konservativa ständigt dominerar rådet riktas ingen allvarlig kritik mot den högste ledaren under sammanträdena. De uttalanden som citeras i iransk media är uteslutande beröm av den högste ledaren. Försök av reformister att väljas in till rådet under 1990-talet misslyckades då Väktarrådet hindrade de flesta från att kandidera.